# Toquí aladaurat
El toquí aladaurat o toquí de bec groc (Arremon schlegeli) és un ocell de la família dels passerèl·lids (Passerellidae).

## Descripció
Es pot identificar pel cap negre, bec llarg groc, parts superiors grises i una taca verda a l'esquena. A més, és l'únic pardal de la seva distribució amb un cap completament negre. Els ulls són marrons o negres. Els becs dels adults són grocs i els becs dels joves són negres. La cara, el malar i la barbeta són negres. Té la gola blanca, el clatell gris i l'esquena verda. La femella té les parts inferiors més apagades. La longitud mitjana és de 150 mm. Les femelles pesen uns 23 g i els mascles uns 32 g.

## Hàbitat i distribució
Habita els boscos secs subtropicals o tropicals i matolls secs i antics boscos subtropicals o tropicals molt degradats, ja siguin artificials o terrestres de Colòmbia i Veneçuela.
També viu en zones boscoses o seques des de les terres baixes fins als 1400 metres. Dins d'aquests hàbitats, resideixen en boscos, de segon creixement, matolls, barrancs i vessants o talussos.

## Comportament
S'alimenta sobre o per sobre del terra principalment de llavors, fruits i insectes. S'alimenta tan sols com en parella, en boscos de segon creixement i clima de sec a humit. L'espècie es reprodueix durant l'estació humida a causa de l'augment de l'activitat del cant. El cant s'escolta habitualment a primera hora del matí durant els mesos d'abril i maig i es compon d'una sèrie aguda de notes repetides, que s'han descrit com la repetició de "Zeut-zeut-zeut-zee" o "Soot-soot-soot-see".

## Taxonomia
Es reconeixen tres subespècies:
- A. s. fratruelis (Wetmore, 1946) península de la Guajira (nord de Colòmbia).
- A. s. canidorsum (Zimmer, 1941) centre nord de Colòmbia.
- A. s. schlegeli (Bonaparte, 1850) nord de Colòmbia (excepte la península de la Guajira) i Veneçuela.